# World Atlantic Airlines
World Atlantic Airlines è il nome commerciale adottato nel 2010 da Caribbean Sun Airlines Inc., una compagnia aerea degli Stati Uniti che opera voli passeggeri di linea e charter. La sua sede centrale si trova a Virginia Gardens, Florida.

## Storia
La compagnia aerea fu fondata nel settembre 2002 come Caribbean Sun Airlines e iniziò ad operare collegamenti locali nel febbraio dell'anno seguente con alcuni Bombardier DHC 8. Tali attività proseguirono fino all'inizio del 2007 quando la società li interruppe per una completa riorganizzazione. Ne scaturì una nuova azienda dedicata solo alle attività charter e con alcuni bireattori Douglas DC 9 serie 80, in parte reperiti sul mercato dell'usato.
World Atlantic è stata una dei fornitori di Myrtle Beach Direct Air fino al suo fallimento nel 2012 ed è stata multata dal Dipartimento dei Trasporti nel 2012 per violazioni normative in relazione a questa attività.
Dal 2013, World Atlantic è stato un fornitore di voli charter per lo United States Immigration and Customs Enforcement per l'espulsione di individui dagli Stati Uniti.
Nell'aprile 2013, World Atlantic ha trasportato elettori venezuelani da Miami a New Orleans per votare alle elezioni presidenziali del loro stato.
Nel settembre 2017, World Atlantic Airlines ha stretto una partnership con la compagnia aerea venezuelana Avior Airlines, avendo precedentemente lavorato con LASER Airlines nel campo del charter ACMI. Nell'ambito del rapporto commerciale con Avior Airlines, World Atlantic ha operato voli per Fort Lauderdale e Miami.

## Flotta

### Flotta attuale
A febbraio 2024 la flotta di World Atlantic Airlines è così composta:

### Flotta storica
World Atlantic Airlines operava in precedenza con i seguenti aeromobili:
- McDonnell Douglas MD-82[11]

## Incidenti
- Il 20 aprile 2018, un McDonnell Douglas MD-83, marche N807WA, subì il collasso del carrello di atterraggio destro dopo l'atterraggio ad Alexandria, mentre stava iniziando il rullaggio verso il terminal. Nessuno a bordo rimase ferito, ma l'aereo era troppo danneggiato per poter essere riparato; i danni si estendevano all'ala destra e a parte della fusoliera.[12]